# María Isabel Amalia de Austria

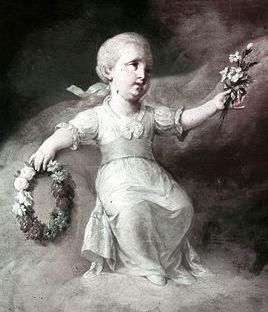
Retrato póstumo, expuesto en el Hofburg (Innsbruck).

María Isabel de Austria fue la primogénita de la emperatriz María Teresa, pero murió en la infancia. Pertenecía a la Casa de Habsburgo-Lorena, fundada por sus padres.

## Vida
María Isabel Amalia Antonia Josefa Gabriela Juana Ágata nació en Viena el 5 de febrero de 1737, fue la primera hija de la entonces archiduquesa María Teresa, hija y presunta heredera del emperador de los Habsburgo Carlos VI y Francisco Esteban de Lorena. Sin embargo, no hubo gran júbilo por el nacimiento de la niña, ya que sus padres habían querido un hijo.

María Isabel era una niña vivaz y animada, en la que el abuelo, el emperador Carlos VI tuvo su alegría. Le gustaba jugar con su "Liesl" como la llamaba, que era muy "entretenida y divertida". Durante una estancia familiar en el Castillo de Laxenburgo, el 7 de junio de 1740, la archiduquesa enfermó de repente con calambres estomacales y vómitos. A lo largo del día, los dolores estomacales se alternaron con vómitos cada vez más frecuentes, hasta que murió alrededor de las nueve de la noche a la edad de tres años. Su padre Francisco Esteban informó sobre la muerte de su hija:
A las ocho me llamaron y me entregaron una nota del médico, de la cual deduje que ya era hora de llevarme a mi esposa, porque la niña no viviría mucho tiempo. Un poco confundido, me fui y encontré a mi esposa llorando cuando llegué. Las tomé de la mano y las llevé a sus habitaciones. Luego volví con la niña enferma. Sólo me había quedado medio cuarto de hora cuando ella se incorporó, me miró con firmeza y me dijo con voz clara: "¡Me encomiendo, oh Dios mío!". Luego cayó hacia atrás y murió en mis brazos.
La pequeña descansa en la bóveda de María Teresa, parte de la Cripta Imperial de Viena. Su corazón e intestinos, que fueron tomados como parte de la preservación del cadáver, se encuentran en la cripta ducal de la Catedral de San Esteban.
El nombre de María Isabel también fue dado a su hermana menor María Isabel.